# گونه‌شناسی (باستان‌شناسی)
گونه‌شناسی در علم باستان‌شناسی نتیجهٔ تقسیم‌بندی بر اساس ویژگی‌های ظاهری می‌باشد به‌طور مثال نتایج این طبقه‌بندی ،شامل گروه‌هایی است که منحصراً گونه نامیده می‌شوند اغلب گونه‌های باستان‌شناسی مصنوعی درساختاری عظیم مانند ساختمان‌ها مقبره‌ها، قلعه‌ها یا جاده‌ها می‌باشد که ساختهٔ دست بشر است. گونه‌شناسی در جهت سازماندهی اطلاعات باستان‌شناسی کمک بزرگی می‌کند. دران و هادسن بر این عقیده‌اند که: این کار از اهمیت زیادی برخوردار است اما وقت زیادی باید صرف آن شود.

## زمینهٔ فلسفی
گونه‌شناسی بر پایهٔ دیدگاه " افلاطون "، " اسنشالیزم" نامیده می‌شود.
اسنشالیزم نظریه‌ای است که جهان را به سه قسمت جهان واقعی، جهان متوقف و جهان پابرجا تقسیم می‌کند.
این نظریه پایه و اساس بیشتر تعبیرات گونه‌شناسی مخصوصاً صنایع دستی سنگی را تشکیل می‌دهد. در جایی که شکل‌های مورد استفاده و دارای اهمیت اغلب از الگوهای ذهنی هستند یا ترکیبی از ویژگی‌های ساختهٔ فکر خالق اثر می‌باشد.
ایجاد تنوع در صنایع دستی به عنوان نتیجه‌ای از فهم ناقص‌ الگو است و معمولاً مربوط به تفاوت‌های موجود در مواد خام آن اثر یا برجسته بودن خالق آن اثر است.

## تاریخ
اگر چه کلیهٔ اصول و قواعد به‌طور واضح بیان نشده اما گونه‌های مقدماتی را می‌توان در کارهای باستان شناسان عصر جدید مشاهده کرد.
حتی قبل از دههٔ ۵۰ جان لِه لند به خوبی توانست آجرهای روی را (تحت عنوانی گمراه‌کننده به نام Briton brykes). در تمامی حالت و ابعاد تعیین کند. وی می‌توانست آجرهای جدید را از جهت اندازه و شکل از آن‌ها تمیز دهد. باستان شناسان شروع به شناسایی پیکرهای مقبره‌ها در اواخر قرن ۱۶ کردند و نشان دادند که آن‌هایی که چهار زانو بودند به نسبت قدیمی تر از آن‌هایی بودند به نسبت قدیمی تر از آن‌هایی بودند که پاهایشان صاف بود. در آخر قرن ۱۷ جان آبری اقدام به شناسایی سلسله مراتب تکاملی مواد خام ب اساس ویژگی‌های خاص نقشه کشی قرون وسطایی، دست خط، شکل سپرها و لباس آنان، که طرح کلی توسعهٔ Gothic arohitecture در قرن ۱۸ تصحیح شد و توسط توماس ریک من با انتشار مقاله‌ای به اوج رسید.
در قرن ۱۹ و اوایل قرن ۲۰ در گونه‌شناسی باعث ایجاد ترکیب مشاهدات تجربی و درک مستقیم (دیدن) شد.
بر اساس آنچه ایگر گفته، اغلب باستان شناسان اُسکار مانتلیس به عنوان اولین کالج استکهلم نام برده و همچنین هنس هیلد برند کمک شایانی جهت پیشرفت علم اصول انجام داد. هیلد برند یک مقالهٔ اساسی جهت توسعهٔ fibulae در دههٔ ۱۸۷۰ با استفاده ازعلم اصول در حالی که در همان لحظه مونتلیس به کنگره بین‌المللی رفت و مقاله کوچکتری در این روش به انجام رسانید.
دیگر مثال اخیر به گونه‌شناسی که فیلندر بتری در سال ۱۸۹۹ برای اشیاء پیدا شده (عمدتاً سفالگری) در ۹۰۰ نوع از قبرهای مصری تعلق دارد. این گونه‌شناسی به عنوان یک بنیاد اساسی برای سلسلهٔ قبرها تلقی می‌شود.

## روش‌های آماری
برای ایجاد یک نوع گونه‌شناسی با توسعهٔ فنون آماری و عددی در دههٔ ۶۰، روش‌های ریاضی (شامل آنالیز گروهی – آنالیز اجزای اصلی، آنالیز مکاتبات، آنالیز فاکتور) جهت ایجاد گونه‌شناسی‌های جدید مورد استفاده قرارگرفته‌است. در طول دههٔ ۹۰ باستان شناسان اقدام به استفاده از روش‌های تکامل نژادی (phylogenetic) کردند که با اقتباس از cladistic بوده‌است.

## گونه‌شناسی ظروف سفالی
برای فرهنگ‌هایی که در آن سفالگری رواج دارد، باستان شناسان زمان زیادی را صرف تعریف کردن " انواع" سفال می‌کنند.
هر گونه یک سری از خواص را داراست که یک گروه سفالگری را (خواه ظرف سالم و کامل و خواه تکه ظروف شکسته) از بقیهٔ گروه‌های سفالگری مجزا می‌کند، ساخت مواردی از این قبیل در یک زمان و مکان مشخص اتفاق می‌افتد.
این مشخصات به عنوان گونه‌های مختلف که قابل تشخیص با چشم مسلح نیز هست و در تکه‌ها و قطعات متلاشی شدهٔ سفال‌ها به این ترتیب که اقسام ظروف شکسته در دسته بندی‌ها مشخص قرار می‌گیرند.
با دسته‌بندی ظروف شکسته در قالب " گونه‌ها "، باستان شناسان می‌توانند یک سری از انواع ظروف شکسته را (شامل ظروفی به سطوح محل وجود دارد) با انجام یک سری آزمایش‌های ثابت کنند که چه زمانی و چه مکانی ساخته شده بود. و همچنین می‌توانند (محل پیدایش ما قبل تاریخ این ظروف شکسته شده را تخمین بزنند.)
اسم‌های تعیین شده برای سفال‌ها همگی قراردادی و اختیاری هستند، در دنیای جدید از اسم دو قسمتی استفاده می‌شود، قسمت اول یک مرجع جغرافیایی و قسمت دوم دارای یک توصیف مختصر از ویژگی‌های ظاهری سفال می‌باشد.
برای مثال: نوع "Flagstaff Black on White" اولین بار در منطقه‌ای در مجاورت Flagstaff در ایالت آریزونا و ویژگی ظاهری مقدماتی آن وجود رنگ مشکی Black با زمینهٔ سفید white می‌باشد.
افراد غیر باستان‌شناسی می‌بایست از محدودیت‌های گونه‌شناسی سفال باخبر باشند. تمامی این گونه‌شناسی‌ها به صورت چکیده و خلاصه هستند و در تعریف تمامی این تغییر پذیری‌های مرسوم هندی ناتوان است.
مغایرت و ناسازگاری در مشخصات ویژهٔ سفال بسیار رایج است.
تغییرات در طراحی سفال در طول یک شب اتفاق نیفتاده و گونه‌شناسی میل به نقض کردن فرضیهٔ " طراحی" و عوض کردن آن به واحدهای دل بخواهی (اما پرکاربرد) دارد. تاریخ‌های باستان‌شناسی همگی به صورت تقریبی هستند.

## گونه‌شناسی غیر باستان‌شناسی شاخه‌ای از هنر
در اواسط قرن ۲۰ م عکاسان آلمانی " برن " و " هیلابچر" گونه‌شناسی را باعکاسی از ویژگی‌های نقشه کشی شروع کردند. این موارد شامل برج‌های آبی (آب نما) خانه‌های کارگران و مناظر صنعتی بودند. این عکاسان کارهای خود را به صورت مکتوب درکتاب ذکر کرده‌اند.

## پی‌نوشت و منبع
1. ↑  «گونه‌شناسی» [باستان‌شناسی] هم‌ارزِ «typology»؛ منبع: گروه واژه‌گزینی. دفتر یازدهم. فرهنگ واژه‌های مصوب فرهنگستان. تهران: انتشارات فرهنگستان زبان و ادب فارسی. شابک ۹۷۸-۶۰۰-۶۱۴۳-۴۵-۳ (ذیل سرواژهٔ گونه‌شناسی)